# Woubrugge
Woubrugge est un village néerlandais situé dans la commune de Kaag en Braassem, en province de Hollande-Méridionale. Au 1er janvier 2021, il compte 3 615 habitants.

## Géographie
Le village se situe à environ 10 km à l'est de la ville de Leyde, au sud du Braassemermeer, lac dans lequel se jette la Woudwetering juste après la confluence avec le Wijde Aa, ceux-ci formant le Paddegat pour une courte distance jusqu'au Braassemermeer.

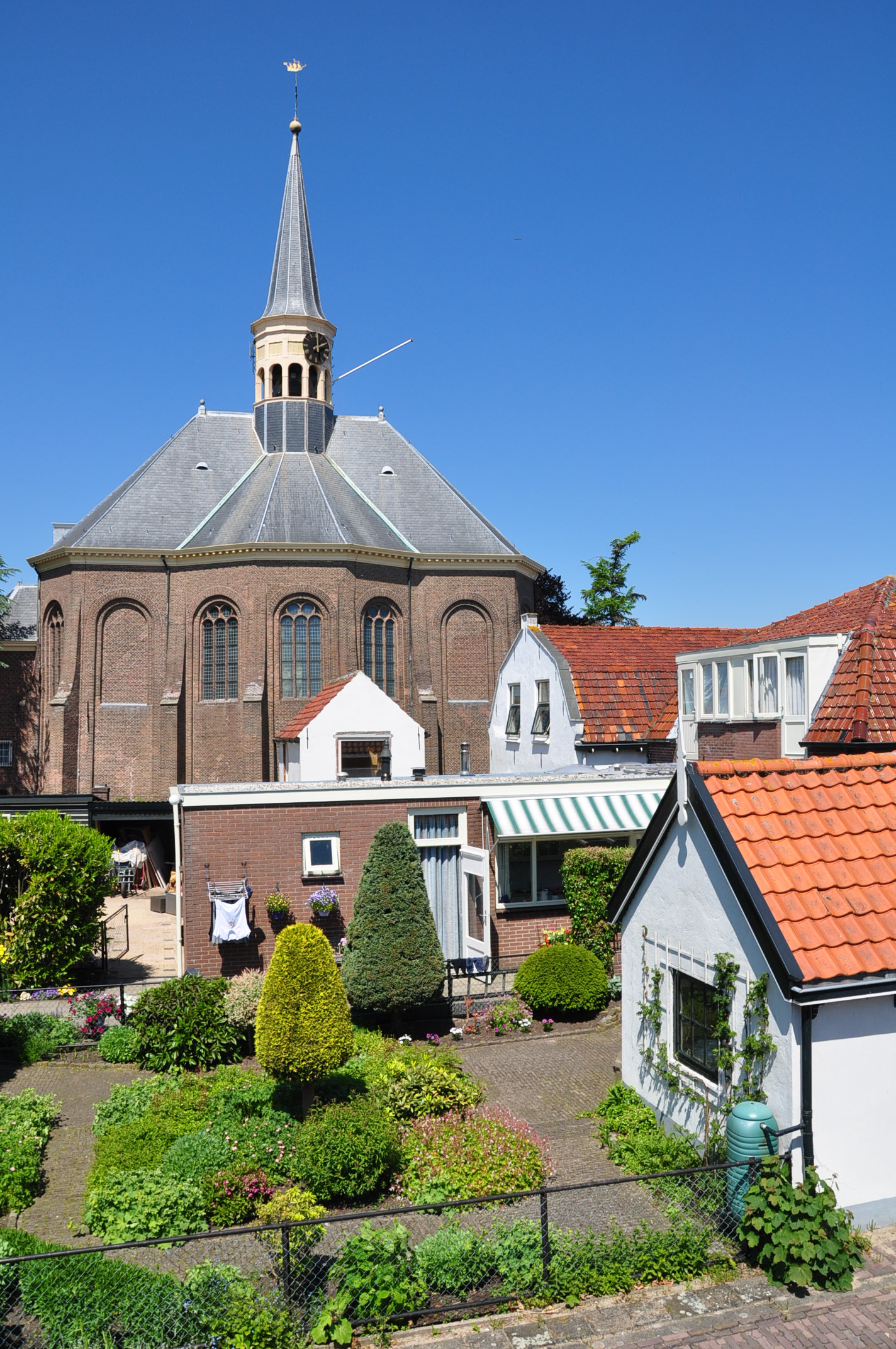
Le village et son église.
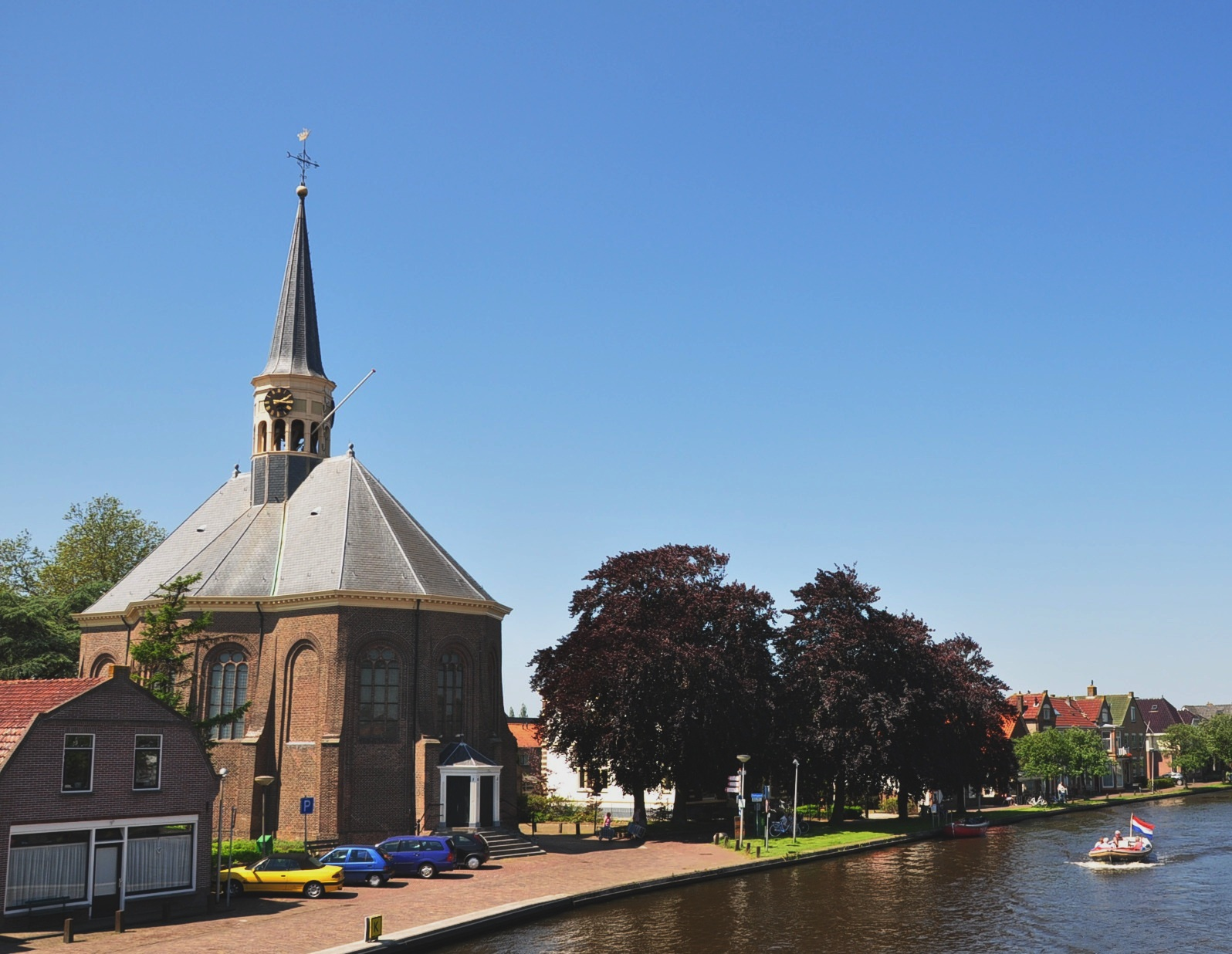
La Woudwetering.
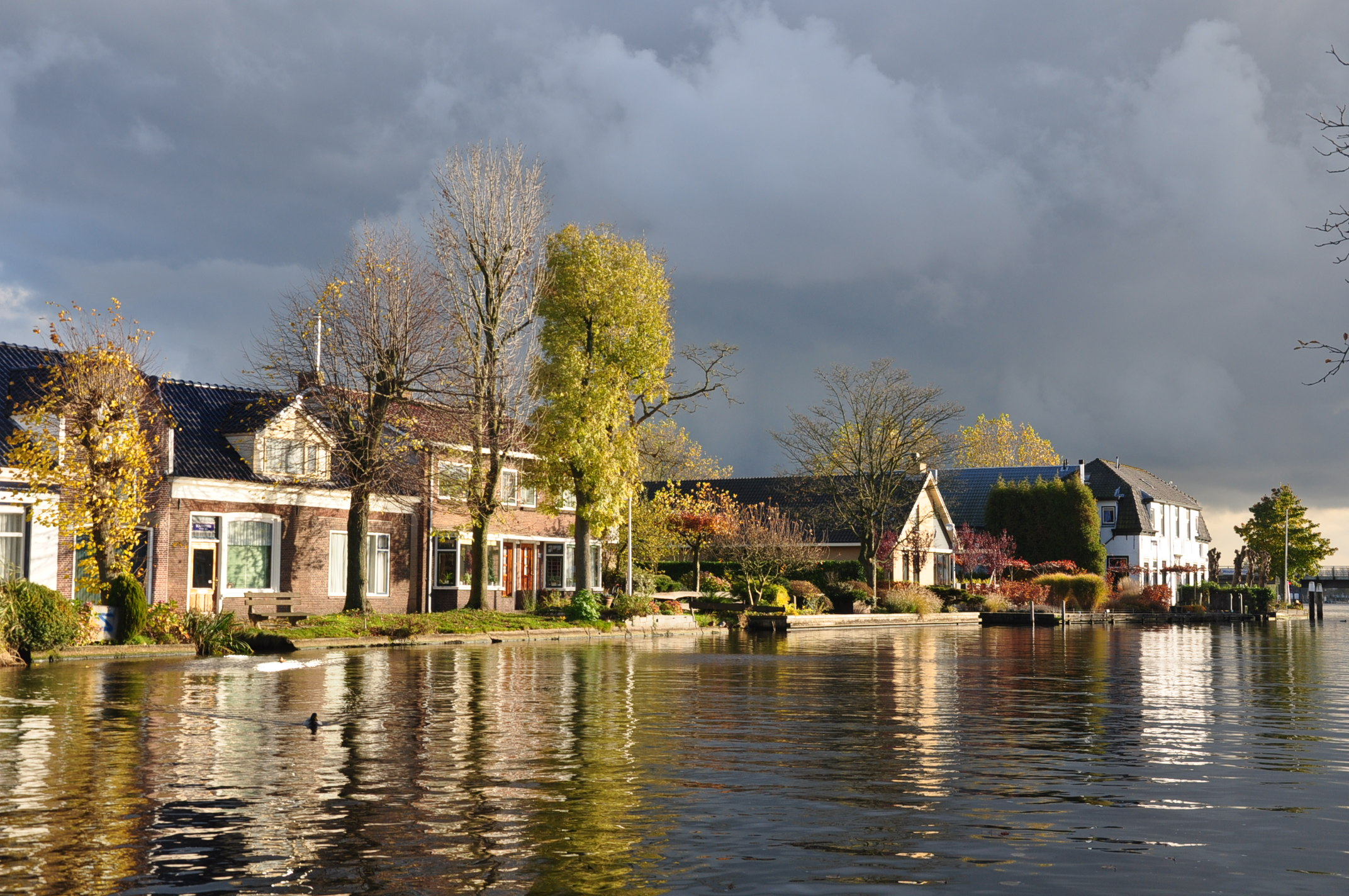
Woubrugge en novembre.

## Histoire
Woubrugge constitue une commune indépendante jusqu'au 1er janvier 1991. À cette date, la commune fusionne avec celles de Rijnsaterwoude et Leimuiden pour former la nouvelle commune de Jacobswoude. Le 1er janvier 2009, Jacobswoude à son tour fusionne avec Alkemade, formant ainsi Kaag en Braassem.